# Gorenja Trebuša
Gorenja Trebuša (in italiano in passato Tribussa Superiore, o Tribussa) è un centro abitato della Slovenia, frazione del comune di Tolmino.

## Chiesa
La chiesa parrocchiale del villaggio è dedicata a San Francesco Xavier ed appartiene alla Diocesi di Capodistria.

## Storia
Il centro abitato apparteneva storicamente alla Contea di Gorizia e Gradisca, come comune autonomo; era noto sia con il toponimo Tribussa Superiore, sia con quello in sloveno di Gorenja Trebuša. Anticamente il comune catastale di Tribussa comprendeva anche il centro di Lassna (Lazna), poi aggregato già in epoca asburgica al comune di Ternova.
Dopo la prima guerra mondiale fu annesso al Regno d’Italia e venne congiunto alla Provincia di Gorizia.

In seguito all'abolizione della stessa Provincia nel 1923, passò alla provincia del Friuli nel circondario di Gorizia.

Nel 1927 passò alla ricostituita provincia di Gorizia, ma l'anno successivo il comune venne soppresso, venendo aggregato a quello di Chiapovano.
Dopo la seconda guerra mondiale il territorio passò alla Jugoslavia; attualmente è frazione del comune di Tolmino.

## Fiumi
Torrente Trebuščica.